# Cornflakes
Cornflakes (eng. for majsflager) er udvalset og ristet majs. Det anvendes særligt som morgenmad med sukker og mælk på.
Det blev udviklet i 1894 af Kellogg's, der navngav produktet "Kellogg's Toasted Corn Flakes" – dvs. ristede majsflager. Den 31. maj 1894 får John Harvey Kellogg patent på cornflakes.
Ordet cornflakes er ikke beskyttet og mange producenter sælger ristede majsflager under denne betegnelse. I Danmark indeholder det klassiske produkt Kellogg's Corn Flakes udover majs, 8% sukker, maltekstrakt og 1,3% salt). Indtil 2003 var det generelt forbudt at sælge berigede fødevarer med tilsatte vitaminer og mineraler i Danmark. Da forbuddet faldt ved EF-domstolen i 2003 forsøgte Kellogg's at markedsføre berigede fødevarer, men opgav efterfølgende dette, fordi Fødevarestyrelsen nedlagde forbud mod flere berigede Kellogg's-produkter. Årsagen til Fødevarestyrelsens forbud var for højt indhold af B-vitamin, folinsyre og jern. I USA og andre lande som England, Norge og Tyskland sælges Kellog's Corn Flakes med 10 tilsatte vitaminer og mineraler.